# Московсько-казанські війни
Моско́всько-каза́нські війни — серія воєн у 1437—1556 між колишніми ординськими державами: Казанським ханством і Великим князівством Московським (згодом — Московським царством). Продовження історичного протистояння між Москвою з одного боку й волзькими татарами та Булгаром — з другого. Завершилися перемогою московитів і входженням Казані до складу Московії.

## Війни
- Московсько-казанська війна (1437—1445)
- Московсько-казанська війна (1467—1469)
- Московсько-казанська війна (1478)
- Московсько-казанська війна (1487)
- Московсько-казанська війна (1505—1507)
- Московсько-казанська війна (1521—1524)
- Московсько-казанська війна (1530—1531)
- Московсько-казанська війна (1535—1552) — здобуття Казані, приєднання ханства до Московії;
- Московсько-казанська війна (1552—1556) — антимосковське повстання в Казані.